# Marc Firm
Marc Firm (en llatí Marcus Firmus) va ser un usurpador del tron imperial romà esmentat a la Història Augusta i també per Flavi Vopisc, que en fa una nota biogràfica.
Segons aquests autors, era un comerciant molt ric de Selèucia de Piera, amic i aliat de Zenòbia de Palmira. Quan Zenòbia va prendre les armes contra els romans, Firm va iniciar una revolta a Alexandria i va aturar el subministrament de gra a Roma. No consta la seva proclamació com a emperador sinó que la seva revolta es va fer més aviat per donar suport a la segona revolta de Palmira. Finalment Aurelià el va derrotar i el va matar l'any 273.
La realitat és que res més se sap d'aquest personatge, i es dubta de la seva existència. Als documents egipcis apareix per aquesta època un corrector de nom Claudius Firmus però no sembla el mateix personatge. Potser l'autor de l'Historia Augusta va confondre aquest personatge amb un Firm revoltat cent anys després contra Valentinià II.
Flavi Vopisc diu que tenia un físic potent i atlètic, i una gran força. Destaca la seva riquesa i la magnificència que mostrava. Una moneda atribuïda a aquest usurpador porta la següent llegenda: "ΑΥΤ. Μ. ΦΙΡΜΙΟΣ ΕΥΓΞ".